# Anders Lindh
Anders Lindh, född 1944, är en svensk geolog, sedan 2001 professor i mineralogi och petrologi vid Lunds universitet.
Lindh disputerade 1976 vid Uppsala universitet.